# Daiki Wakamatsu
Daiki Wakamatsu (født 2. august 1976) er en tidligere japansk fodboldspiller.
Han har spillet for flere forskellige klubber i sin karriere, herunder Oita Trinita og Omiya Ardija.